# Шенберг (Верхня Баварія)
Шенберг (нім. Schönberg) — громада в Німеччині, розташована в землі Баварія. Підпорядковується адміністративному округу Верхня Баварія. Входить до складу району Мюльдорф. Складова частина об'єднання громад Обербергкірхен.
Площа — 25,33 км2. Населення становить 1086 ос. (станом на 31 грудня 2020).